# Danh sách bài hát thu âm bởi Miley Cyrus
Danh sách các bài hát ca sĩ người Mỹ Miley Cyrus trình bày.

## Đã phát hành
Những bài hát trong album của Miley Cyrus đã được hoặc sẽ phát hành và đều được trình bày bởi Miley Cyrus.
0-9
| Ca khúc    | Tác giả                                 | Album    | Năm  |
| ---------- | --------------------------------------- | -------- | ---- |
| "7 Things" | Miley Cyrus, Antonina Armato, Tim James | Breakout | 2008 |

A
| Ca khúc   | Tác giả                                 | Album                               | Năm  |
| --------- | --------------------------------------- | ----------------------------------- | ---- |
| "As I Am" | Xandy Barry, Miley Cyrus, Shelly Peiken | Hannah Montana 2 - Meet Miley Cyrus | 2008 |

B
| Ca khúc                                     | Tác giả                                            | Album                                         | Năm  |
| ------------------------------------------- | -------------------------------------------------- | --------------------------------------------- | ---- |
| "Before the Storm" (with Jonas Brothers)    | Kevin Jonas II, Joe Jonas, Nick Jonas, Miley Cyrus | Lines, Vines and Trying Times                 | 2009 |
| "The Best of Both Worlds"                   | Matthew Gerrard, Robbie Nevil                      | Hannah Montana                                | 2006 |
| "Bigger Than Us"                            | Antonina Armato, Tim James                         | Hannah Montana 2 - Meet Miley Cyrus           | 2007 |
| "Bottom of the Ocean"                       | Miley Cyrus, Armato, James                         | Breakout                                      | 2008 |
| "Breakout"                                  | Gina Schock, Ted Bruner, Trey Vittetoe             | Breakout                                      | 2008 |
| "Butterfly Fly Away" (with Billy Ray Cyrus) | Glen Ballard, Alan Silvestri                       | Hannah Montana: The Movie & Back to Tennessee | 2009 |

C
| Ca khúc     | Tác giả                                        | Album                               | Năm  |
| ----------- | ---------------------------------------------- | ----------------------------------- | ---- |
| "Clear"     | Xandy Barry, Destiny Hope Cyrus, Shelly Peiken | Hannah Montana 2 - Meet Miley Cyrus | 2007 |
| "The Climb" | Jessi Alexander, Jon Mabe                      | Hannah Montana: The Movie           | 2009 |

D
| Ca khúc               | Tác giả                                   | Album                     | Năm  |
| --------------------- | ----------------------------------------- | ------------------------- | ---- |
| "Don't Walk Away"     | Miley Cyrus, John Shanks, Hillary Lindsey | Hannah Montana: The Movie | 2009 |
| "Don't Wanna Be Torn" | Mitch Allan, Kara DioGuardi               | Hannah Montana 3          | 2009 |
| "Dream"               | John Shanks, Kara DioGuardi               | Hannah Montana: The Movie | 2009 |
| "The Driveway"        | Miley Cyrus, Scott Cutler,Anne Preven     | Breakout                  | 2008 |

E
| Ca khúc                    | Tác giả                                       | Album                               | Năm  |
| -------------------------- | --------------------------------------------- | ----------------------------------- | ---- |
| "East Northumberland High" | Antonina Armato, Tim James, Samantha Jo Moore | Hannah Montana 2 - Meet Miley Cyrus | 2007 |
| "Every Part of Me"         | Adam Watts, Andy Dodd                         | Hannah Montana 3                    | 2009 |

F
| Ca khúc           | Tác giả                                     | Album    | Năm  |
| ----------------- | ------------------------------------------- | -------- | ---- |
| "Fly on the Wall" | Miley Cyrus, Armato, James, Devrim Karaoğlu | Breakout | 2008 |
| "Full Circle"     | Miley Cyrus, Scott Cutler, Preven           | Breakout | 2008 |

G
| Ca khúc                     | Tác giả                                         | Album                               | Năm  |
| --------------------------- | ----------------------------------------------- | ----------------------------------- | ---- |
| "Girls Just Wanna Have Fun" | Robert Hazard, Matthew Wilder                   | Breakout                            | 2008 |
| "Goodbye"                   | Miley Cyrus, Armato, James                      | Breakout                            | 2008 |
| "Good and Broken"           | Antonina Armato, Destiny Hope Cyrus, Tim James  | Hannah Montana 2 - Meet Miley Cyrus | 2007 |
| "The Good Life"             | Matthew Gerrard, Bridget Benenate               | Hannah Montana: The Movie           | 2009 |
| "G.N.O. - Girl's Night Out" | Destiny Hope Cyrus, Tamara Dunn, Wilder Matthew | Hannah Montana 2 - Meet Miley Cyrus | 2007 |

H
| Ca khúc                       | Tác giả                          | Album                       | Năm  |
| ----------------------------- | -------------------------------- | --------------------------- | ---- |
| "He Could Be the One"         | Mitch Allan, Kara DioGuardi      | Hannah Montana 3            | 2009 |
| "Hoedown Throwdown"           | Adam Anders, Nikki Hassman       | Hannah Montana: The Movie   | 2009 |
| "Hovering" (with Trace Cyrus) | Destiny Hope Cyrus, Brian Green) | Breakout (Platinum Edition) | 2008 |

I
| Ca khúc                                                 | Tác giả                                    | Album                                 | Năm  |
| ------------------------------------------------------- | ------------------------------------------ | ------------------------------------- | ---- |
| "I Got Nerve"                                           | Jennie Lurie, Ken Hauptman, Aruna Abrams   | Hannah Montana                        | 2006 |
| "I Learned from You" (with Billy Ray Cyrus)             | Matthew Gerrard, Steve Diamond             | Hannah Montana & Bridge of Terabithia | 2006 |
| "I Miss You"                                            | Destiny Hope Cyrus, Brian Green)           | Hannah Montana 2 - Meet Miley Cyrus   | 2007 |
| "I Wanna Know You"                                      | Jeannie Lurie, Aris Archontis, Chen Neeman | Hannah Montana 3                      | 2009 |
| "I Wanna Know You" (có sự tham gia của David Archuleta) | Jeannie Lurie, Aris Archontis, Chen Neeman | Hannah Montana 3                      | 2009 |
| "Ice Cream Freeze (Let's Chill)                         | Matthew Gerrard, Robbie Nevil              | Hannah Montana 3                      | 2009 |
| "I Thought I Lost You" (with John Travolta)             |                                            | Bolt                                  | 2008 |
| "If We Were A Movie"                                    | Jennie Lurie, Holly Mathis                 | Hannah Montana                        | 2006 |
| "If We Were a Movie" (có sự tham gia của Corbin Bleu)   | Jennie Lurie, Holly Mathis                 | Hannah Montana 3                      | 2009 |
| "It's All Right Here"                                   | Antonina Armato, Tim James                 | Hannah Montana 3                      | 2009 |

J
| Ca khúc                                                | Tác giả                 | Album                   | Năm  |
| ------------------------------------------------------ | ----------------------- | ----------------------- | ---- |
| "Just a Girl"                                          | Toby Gad, Arama Brown   | Hannah Montana 3        | 2009 |
| "Just Like You"                                        | Adam Watts, Andy Dodd   | Hannah Montana          | 2006 |
| "Just Stand Up!" (with Artists Who Stand Up to Cancer) | Babyface, Ronnie Walton | Just Stand Up! - Single | 2008 |

L
| Ca khúc                   | Tác giả | Album                                        | Năm  |
| ------------------------- | --- | -------------------------------------------- | ---- |
| "Let's Dance"             | Antonina Armato, Destiny Hope Cyrus, Tim James                                                                 | Hannah Montana 2 - Meet Miley Cyrus          | 2007 |
| "Let's Do This"           | Derek George, Tim Owens, Adam Tefteller, Ali Theodore                                                          | Hannah Montana: The Movie & Hannah Montana 3 | 2009 |
| "Let's Get Crazy"         | Colleen Fitzpatrick, Michael Kotch, Dave Derby, Michael "Smidi" Smith, Stefanie Ridel, Mim Nervo and Liv Nervo | Hannah Montana: The Movie & Hannah Montana 3 | 2009 |
| "Life's What You Make It" | Matthew Gerrard, Robbie Nevil                                                                                  | Hannah Montana 2 - Meet Miley Cyrus          | 2007 |

M
| Ca khúc           | Tác giả                           | Album                               | Năm  |
| ----------------- | --------------------------------- | ----------------------------------- | ---- |
| "Make Some Noise" | Andy Dodd, Andy Watts             | Hannah Montana 2 - Meet Miley Cyrus | 2007 |
| "Mixed Up"        | Kara DioGuardi, Marti Frederiksen | Hannah Montana 3                    | 2009 |

N
| Ca khúc            | Tác giả                       | Album                                                                  | Năm  |
| ------------------ | ----------------------------- | ---------------------------------------------------------------------- | ---- |
| "Nobody's Perfect" | Matthew Gerrard, Robbie Nevil | Hannah Montana (Special Edition) & Hannah Montana 2 - Meet Miley Cyrus | 2007 |

O
| Ca khúc                | Tác giả                         | Album                               | Năm  |
| ---------------------- | ------------------------------- | ----------------------------------- | ---- |
| "Old Blue Jeans"       | Michael Bradford, Pamela Sheyne | Hannah Montana 2 - Meet Miley Cyrus | 2007 |
| "One in a Million"     | Negin Djafari, Toby Gad         | Hannah Montana 2 - Meet Miley Cyrus | 2007 |
| "The Other Side of Me" | Matthew Gerrard, Robbie Nevil   | Hannah Montana                      | 2006 |

P
| Ca khúc                | Tác giả                             | Album                 | Năm  |
| ---------------------- | ----------------------------------- | --------------------- | ---- |
| "Party in the U.S.A."  | Claude Kelly, Dr. Luke, Miley Cyrus | The Time of Our Lives | 2009 |
| "Part of Your World"   | Alan Menken, Howard Ashman          | DisneyMania 5         | 2007 |
| "Pumpin' Up the Party" | Jamie Houston                       | Hannah Montana        | 2006 |

R
| Ca khúc                                       | Tác giả                                        | Album                                                     | Năm  |
| --------------------------------------------- | ---------------------------------------------- | --------------------------------------------------------- | ---- |
| "Ready, Set, Don't Go" (with Billy Ray Cyrus) | Billy Ray Cyrus, Casey Beathard                | Home at Last                                              | 2007 |
| "Right Here"                                  | Antonina Armato, Destiny Hope Cyrus, Tim James | Hannah Montana 2 - Meet Miley Cyrus                       | 2007 |
| "Rockin' Around the Christmas Tree"           | Johnny Marks                                   | Hannah Montana (Holiday Edition) & Disney Channel Holiday | 2006 |
| "Rockstar"                                    | Aris Archontis, Jeannie Lurie, Chen Neeman     | Hannah Montana 2 - Meet Miley Cyrus                       | 2007 |

S
| Ca khúc                                                         | Tác giả                                        | Album                                | Năm  |      |
| --------------------------------------------------------------- | ---------------------------------------------- | ------------------------------------ | ---- | ---- |
| "Santa Claus Is Comin' to Town"                                 | J. Fred Coots, Haven Gillespie                 | All Wrapped Up                       | 2008 |      |
| "See You Again"                                                 | Antonina Armato, Destiny Hope Cyrus, Tim James | Hannah Montana 2 - Meet Miley Cyrus  | 2007 |      |
| "Send It On " (với Jonas Brothers, Demi Lovato và Selena Gomez) | D'Angelo                                       | Disney's Friends for Change (single) | 2009 |      |
| "Simple Song"                                                   | Jeffrey Steele, Jesse Littleton                | Breakout                             | 2009 | 2008 |
| "Someday"                                                       | Armato, Cyrus, James, Karaoglu                 | Breakout (Platinum Edition)          |      | 2008 |
| "Spotlight"                                                     | Scott Cutler, Anne Preven                      | Hannah Montana: The Movie            | 2009 |      |
| "Stand" (with Billy Ray Cyrus)                                  | B. R. Cyrus, Andy Dodd, Adam Watts             | Wanna Be Your Joe                    | 2006 |      |
| "Start All Over"                                                | Scott Cutler, Fefe Dobson, Anne Preven         | Hannah Montana 2 - Meet Miley Cyrus  | 2007 |      |
| "Supergirl                                                      |                                                | Hannah Montana 3                     | 2009 |      |

T
| Ca khúc            | Tác giả                          | Album                               | Năm  |
| ------------------ | -------------------------------- | ----------------------------------- | ---- |
| "These Four Walls" | Cutler, Preven, Cheyenne Kimball | Breakout                            | 2008 |
| "This Is the Life" | Jennie Lurie, Shari Short        | Hannah Montana                      | 2006 |
| "True Friend"      | Jeanie Lurie                     | Hannah Montana 2 - Meet Miley Cyrus | 2007 |

W
| Ca khúc                                  | Tác giả                       | Album                                                  | Năm  |
| ---------------------------------------- | ----------------------------- | ------------------------------------------------------ | ---- |
| "Wake Up America"                        | Miley Cyrus, Armato, James    | Breakout                                               | 2008 |
| "We Got the Party"                       | Kara DioGuardi, Greg Wells    | Hannah Montana 2 - Meet Miley Cyrus                    | 2007 |
| "We Got the Party" (with Jonas Brothers) | Kara DioGuardi, Greg Wells    | Hannah Montana 2 - Meet Miley Cyrus (Rockstar Edition) | 2007 |
| "What's Not to Like"                     | Matthew Gerrard, Robbie Nevil | Hannah Montana: The Movie                              | 2009 |
| "Who Said"                               | Matthew Gerrard, Robbie Nevil | Hannah Montana                                         | 2006 |

Y
| Ca khúc                                 | Tác giả                      | Album                               | Năm  |
| --------------------------------------- | ---------------------------- | ----------------------------------- | ---- |
| "You'll Always Find Your Way Back Home" | Taylor Swift, Martin Johnson | Hannah Montana: The Movie           | 2009 |
| "You and Me Together"                   | Jamie Houston                | Hannah Montana 2 - Meet Miley Cyrus | 2007 |

Z
| Ca khúc             | Tác giả                   | Album         | Năm  |
| ------------------- | ------------------------- | ------------- | ---- |
| "Zip-a-Dee-Doo-Dah" | Allie Wrubel, Ray Gilbert | DisneyMania 4 | 2006 |